# 2. Tennis-Bundesliga (Damen) 2015
Die 2. Tennis-Bundesliga der Damen wurde 2015 zum 17. Mal ausgetragen.
Die Spiele fanden im Zeitraum vom 3. Mai bis 21. Juni 2015 statt. Am 10. März 2015 zog der TC Amberg am Schanzl seine erste Damenmannschaft aus finanziellen Gründen aus der 2. Bundesliga Süd zurück.

## Spieltage und Mannschaften
| Spieltage                                        | Spieltage                          |
| ------------------------------------------------ | ---------------------------------- |
| 1. Spieltag: Nord: Do., 14. Mai 2015, 11:00 Uhr  | Süd: So., 3. Mai 2015, 11:00 Uhr   |
| 2. Spieltag: Nord: So., 17. Mai 2015, 11:00 Uhr  | Süd: So., 10. Mai 2015, 11:00 Uhr  |
| 3. Spieltag: Nord: Sa., 23. Mai 2015, 11:00 Uhr  | Süd: Do., 14. Mai 2015, 11:00 Uhr  |
| 4. Spieltag: Nord: Mo., 25. Mai 2015, 11:00 Uhr  | Süd: Sa., 16. Mai 2015, 11:00 Uhr  |
| 5. Spieltag: Nord: So., 31. Mai 2015, 11:00 Uhr  | Süd: Sa., 30. Mai 2015, 11:00 Uhr  |
| 6. Spieltag: Nord: So., 14. Juni 2015, 11:00 Uhr | Süd: So., 31. Mai 2015, 11:00 Uhr  |
| 7. Spieltag: Nord: So., 21. Juni 2015, 11:00 Uhr | Süd: So., 14. Juni 2015, 11:00 Uhr |

| Mannschaften 2. BL Nord   |
| ------------------------- |
| Braunschweiger THC        |
| Der Club an der Alster    |
| DTV Hannover              |
| RTHC Bayer Leverkusen (N) |
| Rochusclub Düsseldorf     |
| LTTC Rot-Weiß Berlin (N)  |
| TC Union Münster          |

| Mannschaften 2. BL Süd    |
| ------------------------- |
| BASF TC Ludwigshafen      |
| TC Weiß-Blau Würzburg (N) |
| TC Olympia Lorsch (N)     |
| TC Amberg am Schanzl (A)  |
| GW Luitpoldpark München   |
| TEC Waldau (A)            |
| TGS Bieber Offenbach      |

1. ↑  Der TC Amberg am Schanzl zog seine erste Damenmannschaft am 10. März 2015 zurück

## 2. Tennis-Bundesliga Nord

### Abschlusstabelle
|     | Mannschaft                | Begegnungen | Punkte | Matches | Sätze | Spiele  |
| --- | ------------------------- | ----------- | ------ | ------- | ----- | ------- |
| 01. | Der Club an der Alster    | 6           | 10:2   | 39:15   | 81:40 | 545:388 |
| 02. | DTV Hannover              | 6           | 8:4    | 35:19   | 76:45 | 517:415 |
| 03. | Braunschweiger THC        | 6           | 8:4    | 32:22   | 71:47 | 543:415 |
| 04. | TC Union Münster          | 6           | 8:4    | 30:24   | 68:58 | 518:510 |
| 05. | Rochusclub Düsseldorf     | 6           | 4:8    | 20:34   | 48:71 | 458:507 |
| 06. | RTHC Bayer Leverkusen (N) | 6           | 2:10   | 19:35   | 45:74 | 430:548 |
| 07. | LTTC Rot-Weiß Berlin (N)  | 6           | 2:10   | 14:40   | 30:84 | 362:590 |

### Mannschaftskader
| Pos. | Name                 |
| ---- | -------------------- |
| 001  | Magda Linette        |
| 002  | Kristína Kučová      |
| 003  | Nastja Kolar         |
| 004  | Olha Sawtschuk       |
| 005  | Gaia Sanesi          |
| 006  | Valeryia Strakhova   |
| 007  | Anastasia Sevastova  |
| 008  | Inés Ferrer Suárez   |
| 009  | Katharina Lehnert    |
| 010  | Vinja Lehmann        |
| 011  | Patty Schnyder       |
| 012  | Imke Schlünzen       |
| 013  | Kim Janine Gefeller  |
| 014  | Anna-Milena Behrendt |
| 015  | Majlena Pedersen     |
| 016  | Janine Krebs         |

| Pos. | Name                        |
| ---- | --------------------------- |
| 001  | Carina Witthöft             |
| 002  | Jewgenija Sergejewna Rodina |
| 003  | Beatriz Haddad Maia         |
| 004  | Stéphanie Foretz            |
| 005  | Alberta Brianti             |
| 006  | Katarzyna Kawa              |
| 007  | Lisa Matviyenko             |
| 008  | Laura Thorpe                |
| 009  | Laëtitia Sarrazin           |
| 010  | Palina Pechawa              |
| 011  | Jennifer Witthöft           |
| 012  | Maria Jespersen             |
| 013  | Denisa Ibrahimovic          |
| 014  | Valerie Riegraf             |
| 015  | Alice Violet                |
| 016  | Lorraine Larbig             |

| Pos. | Name                |
| ---- | ------------------- |
| 001  | Maria Elena Camerin |
| 002  | Lenka Juríková      |
| 003  | Anna-Lena Grönefeld |
| 004  | Kim Grajdek         |
| 005  | Syna Kayser         |
| 006  | Angelika Roesch     |
| 007  | Lenka Wienerová     |
| 008  | Natsumi Chimura     |
| 009  | Sofiya Gorovyts     |
| 010  | Shaline-Doreen Pipa |
| 011  | Anastazja Rosnowska |
| 012  | Laura Bente         |
| 013  | Alisa Diercksen     |
| 014  | Insa Wickmann       |
| 015  | Marie Martirosov    |
| 016  | Melanie Rehmann     |

| Pos. | Name                            |
| ---- | ------------------------------- |
| 001  | Bibiane Weijers                 |
| 002  | Anna Katalina Alzate Esmurzaeva |
| 003  | Katharina Rath                  |
| 004  | Romy Kölzer                     |
| 005  | Nina-Isabella Scholten          |
| 006  | Alina Wessel                    |
| 007  | Hanna Sohn                      |
| 008  | Stefanie Weinstein              |
| 009  | Caroline Wegner                 |
| 010  | Juliette Steur                  |
| 011  | Sylvia Hanusek                  |
| 012  | Sofya Bezukladova               |
| 013  | Chantal Nosievici               |
| 014  | Maja Ehses                      |
| 015  | Lina Grabow                     |
| 016  | Monika Graff                    |

| Pos. | Name                 |
| ---- | -------------------- |
| 001  | Mihaela Buzărnescu   |
| 002  | Cindy Burger         |
| 003  | Nora Niedmers        |
| 004  | Sina Niketta         |
| 005  | Vanessa Henke        |
| 006  | Katalin Marosi       |
| 007  | Anna-Lena Linden     |
| 008  | Katarína Strešnáková |
| 009  | Alice Tesan          |
| 010  | Dorit Waligura       |
| 011  | Camilla Waldecker    |
| 012  | Ruth Braukmann       |
| 013  | Constanze Kürten     |
| 014  | Anna-Catharina Zoske |
| 015  | Isabel Busch         |
| 016  |                      |

| Pos. | Name                |
| ---- | ------------------- |
| 001  | Conny Perrin        |
| 002  | Deniz Khazaniuk     |
| 003  | Camilla Rosatello   |
| 004  | Maša Zec Peškirič   |
| 005  | Mira Antonitsch     |
| 006  | Lisa Marie Mätschke |
| 007  | Camille Gbaguidi    |
| 008  | Ribana Roth         |
| 009  | Xenia Suworowa      |
| 010  | Santa Strombach     |
| 011  | Emma Gevorgyan      |
| 012  | Nadja Lask          |
| 013  | Adelina Krüger      |
| 014  | Michele Kovalenko   |
| 015  |                     |
| 016  |                     |

| Pos. | Name                  |
| ---- | --------------------- |
| 001  | Chanel Simmonds       |
| 002  | Andrea Koch-Benvenuto |
| 003  | Manon Kruse           |
| 004  | Julia Wachaczyk       |
| 005  | Ria Sabay             |
| 006  | Marleen Tilgner       |
| 007  | Jana Albers           |
| 008  | Tina Kötter           |
| 009  | Deborah Döring        |
| 010  | Ivana Michels         |
| 011  | Margarete Pelster     |
| 012  | Milana Nikitina       |
| 013  | Jutta Besse           |
| 014  | Anika Thyes           |
| 015  | Nicole Bedminster     |
| 016  |                       |

### Ergebnisse
| Datum/Uhrzeit       | Heimmannschaft                 | Gastmannschaft                 | Matches | Sätze | Spiele |
| ------------------- | ------------------------------ | ------------------------------ | ------- | ----- | ------ |
| Do., 14. Mai 11:00  | Rochusclub Düsseldorf          | Braunschweiger THC             | 5:4     | 10:9  | 76:73  |
| Do., 14. Mai 11:00  | LTTC Rot-Weiss Berlin          | DTV Hannover                   | 0:9     | 0:18  | 37:109 |
| Do., 14. Mai 11:00  | RTHC Bayer Leverkusen          | Der Club an der Alster Hamburg | 1:8     | 3:16  | 45:107 |
| So., 17. Mai 11:00  | Der Club an der Alster Hamburg | LTTC Rot-Weiss Berlin          | 9:0     | 18:0  | 110:43 |
| So., 17. Mai 11:00  | Braunschweiger THC             | RTHC Bayer Leverkusen          | 6:3     | 13:6  | 94:53  |
| So., 17. Mai 11:00  | TC Union Münster               | Rochusclub Düsseldorf          | 7:2     | 14:7  | 89:83  |
| Sa., 23. Mai 11:00  | LTTC Rot-Weiss Berlin          | RTHC Bayer Leverkusen          | 7:2     | 14:5  | 95:70  |
| Sa., 23. Mai 11:00  | DTV Hannover                   | Rochusclub Düsseldorf          | 7:2     | 14:6  | 89:69  |
| Sa., 23. Mai 11:00  | Braunschweiger THC             | TC Union Münster               | 5:4     | 11:9  | 96:83  |
| Mo., 25. Mai 11:00  | TC Union Münster               | Der Club an der Alster Hamburg | 6:3     | 14:7  | 94:67  |
| Mo., 25. Mai 11:00  | Rochusclub Düsseldorf          | LTTC Rot-Weiss Berlin          | 5:4     | 11:9  | 84:72  |
| Mo., 25. Mai 11:00  | RTHC Bayer Leverkusen          | DTV Hannover                   | 3:6     | 7:14  | 70:93  |
| So., 31. Mai 11:00  | Der Club an der Alster Hamburg | Braunschweiger THC             | 6:3     | 13:9  | 91:86  |
| So., 31. Mai 11:00  | DTV Hannover                   | TC Union Münster               | 7:2     | 15:6  | 92:67  |
| So., 31. Mai 11:00  | RTHC Bayer Leverkusen          | Rochusclub Düsseldorf          | 6:3     | 13:6  | 102:81 |
| So., 14. Juni 11:00 | LTTC Rot-Weiss Berlin          | TC Union Münster               | 3:6     | 7:14  | 82:107 |
| So., 14. Juni 11:00 | DTV Hannover                   | Braunschweiger THC             | 4:5     | 9:11  | 79:84  |
| So., 14. Juni 11:00 | Rochusclub Düsseldorf          | Der Club an der Alster Hamburg | 3:6     | 8:12  | 65:82  |
| So., 21. Juni 11:00 | Der Club an der Alster Hamburg | DTV Hannover                   | 7:2     | 15:6  | 88:55  |
| So., 21. Juni 11:00 | TC Union Münster               | RTHC Bayer Leverkusen          | 5:4     | 11:11 | 78:90  |
| So., 21. Juni 11:00 | Braunschweiger THC             | LTTC Rot-Weiss Berlin          | 9:0     | 18:0  | 110:33 |

## 2. Tennis-Bundesliga Süd

### Abschlusstabelle
|     | Mannschaft                | Begegnungen | Punkte | Matches | Sätze | Spiele  |
| --- | ------------------------- | ----------- | ------ | ------- | ----- | ------- |
| 01. | TEC Waldau (A)            | 5           | 10:0   | 40:5    | 66:11 | 418:153 |
| 02. | BASF TC Ludwigshafen      | 5           | 6:4    | 27:18   | 58:42 | 409:343 |
| 03. | TC Weiß-Blau Würzburg (N) | 5           | 6:4    | 26:19   | 58:44 | 422:350 |
| 04. | GW Luitpoldpark München   | 5           | 6:4    | 22:23   | 46:36 | 319:308 |
| 05. | TC Olympia Lorsch (N)     | 5           | 2:8    | 16:29   | 38:63 | 359:435 |
| 06. | TGS Bieber Offenbach      | 5           | 0:10   | 4:41    | 12:82 | 166:514 |
| 0-. | TC Amberg am Schanzl (A)  | 0           | 0:0    | 0:0     | 0:0   | 0:0     |

### Mannschaftskader
| Pos. | Name                |
| ---- | ------------------- |
| 001  | Anna-Lena Friedsam  |
| 002  | Kristýna Plíšková   |
| 003  | Kateřina Vaňková    |
| 004  | Nina Stojanovic     |
| 005  | Iva Mekovec         |
| 006  | Anastasia Grymalska |
| 007  | Alice Balducci      |
| 008  | Gaëlle Desperrier   |
| 009  | Darija Jurak        |
| 010  | Madeline Bosnjak    |
| 011  | Vanessa Pinto       |
| 012  | Svenja Weidemann    |
| 013  | Nadine Lang         |
| 014  | Celine Braun        |
| 015  |                     |
| 016  |                     |

| Pos. | Name                    |
| ---- | ----------------------- |
| 001  | Beatriz García Vidagany |
| 002  | Ekaterina Alexandrova   |
| 003  | Ellen Allgurin          |
| 004  | Tena Lukas              |
| 005  | Jewgenija Paschkowa     |
| 006  | Maria-Fernanda Alves    |
| 007  | Nina Potočnik           |
| 008  | Anda Karanusic          |
| 009  | Dagmar Dudlakova        |
| 010  | Aline Staudt            |
| 011  | Giulietta Boha          |
| 012  | Sofia Raevskaia         |
| 013  | Stefanie Fetzer         |
| 014  | Anne Knüttel            |
| 015  | Anna Uljanov            |
| 016  | Zuzana Ledvinovà        |

| Pos. | Name               |
| ---- | ------------------ |
| 001  | Diāna Marcinkēviča |
| 002  | Ema Mikulčić       |
| 003  | Zuzana Zlochová    |
| 004  | Ioana Raluca Olaru |
| 005  | Giulia Sussarello  |
| 006  | Dominice Ripoll    |
| 007  | Lisa Brinkmann     |
| 008  | Martha Matoula     |
| 009  | Felicitas Kastner  |
| 010  | Barbara Helfrich   |
| 011  | Celina Kortüm      |
| 012  |                    |
| 013  |                    |
| 014  |                    |
| 015  |                    |
| 016  |                    |

| Pos. | Name                 |
| ---- | -------------------- |
| 001  | Dia Ewtimowa         |
| 002  | Daniela Kix          |
| 003  | Lena Hofmann         |
| 004  | Luisa Marie Huber    |
| 005  | Julia Grabher        |
| 006  | Julia Thiem          |
| 007  | Ana Jovanović        |
| 008  | Eva-Maria Hoch       |
| 009  | Alissia Gleixner     |
| 010  | Verena Gantschnig    |
| 011  | Michaela Niedermeier |
| 012  | Julia Rehberg        |
| 013  | Marita Mannert       |
| 014  | Katharina Bräutigam  |
| 015  | Nicole Gadient       |
| 016  | Luba Schifris        |

| Pos. | Name                    |
| ---- | ----------------------- |
| 001  | Kateřina Siniaková      |
| 002  | Katarzyna Piter         |
| 003  | Antonia Lottner         |
| 004  | Walerija Solowjowa      |
| 005  | Yvonne Neuwirth         |
| 006  | Yvonne Meusburger       |
| 007  | Anna Zaja               |
| 008  | Laura Schaeder          |
| 009  | Lina Stančiūtė          |
| 010  | Stefanie Vorih          |
| 011  | Eva Hrdinová            |
| 012  | Korina Perkovic         |
| 013  | Tanja Winkler           |
| 014  | Jasmin Jebawy           |
| 015  | Verena Schmid           |
| 016  | Beatrice Krauss-Granate |

| Pos. | Name                |
| ---- | ------------------- |
| 001  | Sopia Schapatawa    |
| 002  | Iryna Brémond       |
| 003  | Linda Prenkovic     |
| 004  | Natalia Siedliska   |
| 005  | Katarína Kachlíková |
| 006  | Nikolina Pjanic     |
| 007  | Michelle Janis      |
| 008  | Grace Janis         |
| 009  | Kim Berghaus        |
| 010  | Larissa Karl        |
| 011  | Kristina Huba       |
| 012  | Jana Clößner        |
| 013  | Catiana Kärcher     |
| 014  | Carina Löffler      |
| 015  | Vanessa Groß        |
| 016  | Katarina Huba       |

### Ergebnisse
| Datum/Uhrzeit       | Heimmannschaft          | Gastmannschaft          | Matches  | Sätze    | Spiele   |
| ------------------- | ----------------------- | ----------------------- | -------- | -------- | -------- |
| So., 3. Mai 11:00   | BASF TC Ludwigshafen    | GW Luitpoldpark München | 7:2      | 15:6     | 94:55    |
| So., 3. Mai 11:00   | TGS Bieber Offenbach    | TEC Waldau              | 0:9      | 0:18     | 11:108   |
| So., 3. Mai 11:00   | TC Weiß-Blau Würzburg   | TC Olympia Lorsch       | 7:2      | 15:5     | 101:66   |
| So., 10. Mai 11:00  | TGS Bieber Offenbach    | BASF TC Ludwigshafen    | 0:9      | 0:18     | 16:108   |
| So., 10. Mai 11:00  | TEC Waldau              | TC Amberg am Schanzl    | entfällt | entfällt | entfällt |
| So., 10. Mai 11:00  | GW Luitpoldpark München | TC Weiß-Blau Würzburg   | 6:3      | 14:8     | 85:69    |
| Do., 14. Mai 11:00  | TC Amberg am Schanzl    | TC Weiß-Blau Würzburg   | entfällt | entfällt | entfällt |
| Do., 14. Mai 11:00  | TC Olympia Lorsch       | GW Luitpoldpark München | 3:6      | 9:12     | 91:87    |
| Do., 14. Mai 11:00  | BASF TC Ludwigshafen    | TEC Waldau              | 3:6      | 6:14     | 56:100   |
| Sa., 16. Mai 11:00  | TC Weiß-Blau Würzburg   | TGS Bieber Offenbach    | 9:0      | 18:2     | 105:28   |
| Sa., 16. Mai 11:00  | GW Luitpoldpark München | TC Amberg am Schanzl    | entfällt | entfällt | entfällt |
| Sa., 16. Mai 11:00  | BASF TC Ludwigshafen    | TC Olympia Lorsch       | 5:4      | 12:9     | 84:75    |
| Sa., 30. Mai 11:00  | TEC Waldau              | TC Weiß-Blau Würzburg   | 8:1      | 16:4     | 104:50   |
| Sa., 30. Mai 11:00  | GW Luitpoldpark München | TGS Bieber Offenbach    | 7:2      | 14:4     | 92:54    |
| Sa., 30. Mai 11:00  | TC Amberg am Schanzl    | TC Olympia Lorsch       | entfällt | entfällt | entfällt |
| So., 31. Mai 11:00  | TGS Bieber Offenbach    | TC Amberg am Schanzl    | entfällt | entfällt | entfällt |
| So., 31. Mai 11:00  | TC Weiß-Blau Würzburg   | BASF TC Ludwigshafen    | 6:3      | 13:7     | 97:67    |
| So., 31. Mai 11:00  | TC Olympia Lorsch       | TEC Waldau              | 0:9      | 1:18     | 36:106   |
| So., 14. Juni 11:00 | TEC Waldau              | GW Luitpoldpark München | 8:1      | 17:3     | 105:47   |
| So., 14. Juni 11:00 | TC Amberg am Schanzl    | BASF TC Ludwigshafen    | entfällt | entfällt | entfällt |
| So., 14. Juni 11:00 | TC Olympia Lorsch       | TGS Bieber Offenbach    | 7:2      | 14:6     | 91:57    |